# Bertold I de Tirol
Bertold I de Tirol (+ 7 de març de 1180) fou comte de Tirol, successor el 1165 del seu germà Albert III de Tirol, amb el que potser ja governava conjuntament segons una carta de 1142 que esmenta la fundació de Neustift per "Reginbertus de Sebene …cum uxore sua Christina", amb el consentiment d'"Arnoldi advocati comitis de Morit", i dels comtes (comitum) de Tirol, Albert i Bertold ("Alberti et Perchtoldi"); també se l'esmenta en una donació a Tibnize (Timeniz) a Brixen, a canvi d'oracions per l'ànima de "fratris sui Adalberti comitis", datada el 1165 o 1166. La necrològica de Wilten diu que va morir el 7 de març de 1180.
Es va casar amb una dama de la casa comtal d'Ortenburg, filla d'Otó I comte d'Ortenburg (Hirschberg) i va tenir dos fills:
- Bertold II de Tirol (+ 28 de desembre de 1181), successor del seu pare
- Enric de Tirol (+ 14 de juny de 1190/1202), successor del seu germà.